# Zygothrica trinidada
Zygothrica trinidada är en tvåvingeart som beskrevs av David Grimaldi 1987. Zygothrica trinidada ingår i släktet Zygothrica och familjen daggflugor. Inga underarter finns listade i Catalogue of Life.